# Liste der Biografien/Karf
Liste der Biografien |
Portal Biografien |
Personensuche
# |
A |
B |
C |
D |
E |
F |
G |
H |
I |
J |
K |
L |
M |
N |
O |
P |
Q |
R |
S |
T |
U |
V |
W |
X |
Y |
Z |
?
 
Ka |
Kb |
Kc |
Kd |
Ke |
Kf |
Kg |
Kh |
Ki |
Kj |
Kl |
Km |
Kn |
Ko |
Kp |
Kr |
Ks |
Kt |
Ku |
Kv |
Kw |
Ky |
Kx |
Kz
 
Kaa–Kag |
Kah |
Kai |
Kaj |
Kak |
Kal |
Kam |
Kan |
Kao |
Kap |
Kar |
Kas |
Kat |
Kau |
Kav |
Kaw |
Kay |
Kaz
 
Kara |
Karb |
Karc |
Kard |
Kare |
Karf |
Karg |
Karh |
Kari |
Karj |
Kark |
Karl |
Karm |
Karn |
Karo |
Karp |
Karr |
Kars |
Kart |
Karu |
Karv |
Karw |
Kary |
Karz
Die Liste der Biografien führt alle Personen auf, die in der deutschsprachigen Wikipedia einen Artikel haben. Dieses ist eine Teilliste mit 5 Einträgen von Personen, deren Namen mit den Buchstaben „Karf“ beginnt.

## Karf

### Karff
- Karff, Mona (1914–1998), US-amerikanische Schachspielerin

### Karfi
- Karfík, Filip (* 1963), tschechischer Philosoph und Philosophiehistoriker
- Karfík, Vladimír (1901–1996), tschechischer Architekt
- Karfiol, Bernard (1886–1952), ungarisch-US-amerikanischer Maler
- Karfiol, William (1875–1945), deutscher Filmregisseur, -produzent und Drehbuchautor